# Petišovci
Petišovci (mađarski: Petesháza) je naselje u slovenskoj Općini Lendavi. Petišovci se nalazi u pokrajini Prekomurju i statističkoj regiji Pomurju. 

## Stanovništvo
Prema popisu stanovništva iz 2002. godine naselje je imalo 843 stanovnika.